# Waldemar Cudzik
Waldemar Cudzik (ur. 11 grudnia 1965) – polski aktor teatralny, reżyser, wykonawca piosenki aktorskiej, wykładowca.
Jest absolwentem PWST w Krakowie (1990). Był aktorem Teatru 38 w Krakowie, Teatru im. J. Kochanowskiego w Opolu (1990–92). Od 1993 r. aktor Teatru im. A. Mickiewicza w Częstochowie. Sporadycznie występuje w filmach. W 2015 roku aktor obchodził 20-lecie pracy artystycznej.

## Role teatralne (wybór)
- 1995: Kirkor – Balladyna, Juliusz Słowacki, reż. Adam Hanuszkiewicz, Teatr im. Adama Mickiewicza w Częstochowie
- 1999: Widmo – Wesele (dramat), Stanisław Wyspiański, reż, Adam Hanuszkiewicz, Teatr im. Adama Mickiewicza w Częstochowie
- 2004: Książę – Iwona, księżniczka Burgunda, Witold Gombrowicz, reż. Katarzyna Deszcz, Teatr im. Adama Mickiewicza w Częstochowie
- 2007: Scholastyk – Igraszki z diabłem, Jan Drda, reż. Gabriel Gietzky, Teatr im. Adama Mickiewicza w Częstochowie
- 2008: Papkin – Zemsta, Aleksander Fredro, reż. Grzegorz Warchoł, Teatr im. Adama Mickiewicza w Częstochowie
- 2010: Dorant – Mieszczanin szlachcicem, Molière, reż. Waldemar Śmigasiewicz, Teatr im. Adama Mickiewicza w Częstochowie
- 2011: Błazen – Wieczór Trzech Króli albo co zechcecie, William Szekspir, reż. Gennady Trostyanetskiy, Teatr im. Adama Mickiewicza w Częstochowie
- 2011: Walia – Do dna, Ludmiła Pietruszewska, reż. André Hübner-Ochodlo, Teatr Atelier im. Agnieszki Osieckiej w Sopocie, Teatr im. Adama Mickiewicza w Częstochowie
- 2012: „Hemar w chmurach. Kabaret”, reż. Piotr Machalica, Teatr im. Adama Mickiewicza w Częstochowie
- 2012: Ojciec – „Być jak Kazimierz Deyna”, Radosław Paczocha, reż. Gabriel Gietzky, Teatr im. Adama Mickiewicza w Częstochowie
- 2014: Ozryk, Rosenkrantz – „Hamlet”, William Szekspir, rez. Andre Hubner -Ochodlo, Teatr im. Adama Mickiewicza w Częstochowie
- 2015: Hubert: „Życie: trzy wersje” Yasminy Rezy w reż. Piotra Machalicy, Teatr im. Adama Mickiewicza w Częstochowie

### Spektakle muzyczne
- 2005: Pod niebem Paryża (piosenki francuskie), reż. Dorota Furman
- 2010: Tacy duzi chłopcy (piosenki Jana Wołka), reż. Piotr Machalica

### Teatr Telewizji
- 2008: Złodziej w sutannie

## Filmografia
- 1997: Darmozjad polski
- 2000: Na dobre i na złe (odc. 41)
- 2011: Polnische Ostern
- 2013: Spacer

### Dubbing
- 2005: Nie ma takiego numeru